# Ємельянова Олександра Іванівна
Олександра Іванівна Ємельянова (англ. Alexandra Emilianov, 19 вересня 1999) — молдавська метальниця диска, чемпіонка світу серед юніорів (2018) та юнаків (2016) з метання диска.

## Основні міжнародні виступи
| Рік                | Змагання                       | Місто              | Місце              | Дисципліна         | Примітки           |
| Виступи за Молдова | Виступи за Молдова             | Виступи за Молдова | Виступи за Молдова | Виступи за Молдова | Виступи за Молдова |
| ------------------ | ------------------------------ | ------------------ | ------------------ | ------------------ | ------------------ |
| 2015               | Чемпіонат світу серед юнаків   | Калі               | 1                  | метання диска      | [ 5 ]              |
| 2015               | 2кв14                          | штовхання ядра     |                    |                    |                    |
| 2016               | Кубок Європи з метань          | Арад               | 3                  | метання диска      | (U23)              |
| 2016               | Чемпіонат Європи серед юнаків  | Тбілісі            | 1                  | метання диска      |                    |
| 2016               | 1                              | штовхання ядра     |                    |                    |                    |
| 2016               | Чемпіонат світу серед юніорів  | Бидгощ             | 3                  | метання диска      |                    |
| 2017               | Кубок Європи з метань          | Лас-Пальмас        | 3                  | метання диска      | (U23)              |
| 2017               | Чемпіонат Європи серед юніорів | Гроссето           | 1                  | метання диска      |                    |
| 2018               | Чемпіонат світу серед юніорів  | Тампере            | 1                  | метання диска      | [ 6 ]              |